# Davidsros
Davidsros (Rosa davidii) är en art i familjen rosväxter som förekommer vild i västra och centrala Kina. Arten odlas som trädgårdsväxt i Sverige och är härig till zon V. Arten introducerades i odling 1903 av Wilson.
Bildar en upprätt lövfällande buske, ibland med bågböjda grenar, 1,8–4 m höga. Taggarna är kraftiga, raka eller något krökta, röda med bred bas. Bladen är parbladiga med (5–) 7–9 (–11) delblad som är mörkt gröna, äggrunda till elliptiska 0,6–5 cm långa, spetsiga, rynkiga och hårlösa på ovansidan, duniga undertill. Kanterna har enkla tänder, ibland med glandelhår. Blomställningarna har högblad. Fruktämnet klibbigt borthåriga, mer eller mindre duniga. Blommorna sitter 2–12 eller fler tillsammans, doftande, 3,8–5 cm i diameter. Foderbladen är hela, ofta dunhåriga och klibbiga, upprätta och sitter kvar på frukten. Kronbladen är skära till rosa, ofta med ljus mitt. Ståndarna är fria, utstickande, pistillerna ulliga. Nyponen är hängande, äggformiga med en smal hals mot spetsen, röd, 1,5–2 cm långa.
Ibland uskiljs en varietet, var. elongata Rehder & E.H. Wilson, med delblad som blir 5–7,5 cm långa, vanligen hårlösa undertill. Blommorna är färre (3–7) och frukten är mer utdragen, till 2,5 cm. Numera uppfattas denna som en del av den naturliga variationen inom arten.

## Sorter
Ibland odlas selektionerna 'Glaucescens' och 'Rubricaulis'. Både dessa har saluförts under Rosa macrophylla. 'Rubricaulis' har purpurröda grenar och relativt rynkiga blad med rundade delblad som är daggiga på undersidan.
Hybrider med davidsrosen för till davidiirosor (R. Davidii-gruppen).

## Synonymer

### Svenska synonymer
Rosen kallas ibland Fader Davids ros.

### Vetenskapliga synonymer
- Rosa davidii var. elongata Rehder & E.H.Wilson

- Rosa macrophylla var. robusta Focke
- Rosa parmentieri H. Léveillé